# 海伍德城 (密蘇里州)
海伍德城（英語：Haywood City）是位於美國密蘇里州斯科特縣的村。

## 人口
根據2020年美國人口普查的數據，海伍德城的面積為1.11平方千米，皆為陸地。當地共有人口133人，而人口密度為每平方千米120人。